# 左云之风
左云之风是中国山西省1959年的重大历史事件。山西省左云县1959年秋开始高估产、高征购，交粮售粮的“左云之风”席卷晋北地区乃至全省，1960年春节后中共山西省委得知实情，向晋北拨回救灾粮。由于籽种被吃，1960年左云县粮食大减产。

## 始末
1959年秋，左云县估算全县粮食总产量为8000万公斤（实际为4137万公斤），据此确定征购任务为2100万公斤。10月初，左云县召开庆丰收大会，中共左云县委在会上提出10月底前完成征购，“夺晋北冠军，争全省第一”。这比中共晋北地委的部署早一个月，一时震动晋北地区各县。:358
10月18日，左云县征购任务完成，实际征购2112.5万公斤。期间《山西日报》连续发表报道和社论《左云农民高举总路线红旗勇猛争先，秋粮大丰收，征购大胜利》、《让左云新风遍全省》等，号召全省“学左云，赶左云，大兴售粮新风”。于是交粮售粮的“左云之风”席卷晋北和全省。:358
交粮后左云县仅留下2037万公斤粮食，而次年需要1361万公斤籽种、827.5万公斤牲畜饲料，合计2188.5万公斤，全县缺粮151.5万公斤。:358 到冬天出现粮食恐慌，吃掉了籽种，1960年春出现饿死人现象，不少农民出走内蒙古。左云县委向晋北地委汇报情况，地委派专员到左云调查。1960年春节过后，晋北地委向山西省委汇报情况，省委当即为晋北地区拨回3500万公斤粮食，左云县得到1106.5万公斤。由于籽种被吃，返还的杂粮不符合籽种标准，左云县1960年粮食总产量2821万公斤，减产31.8%，1961年回升到3672.5公斤。:359

## 参看
- 寿阳事件
- 河南信阳事件